# Octavio Alberola
Octavio Alberola Suriñach (Alayor, Menorca, 4 de marzo de 1928-Perpiñán, 24 de julio de 2025) fue un anarcosindicalista y luchador antifranquista español, exiliado en Francia y residente en Perpiñán.

## Biografía
Su padre era hijo de campesinos aragoneses emigrados a Barcelona por 1899-90. De joven asistió a la Escuela Moderna de Francisco Ferrer Guardia y en 1928 fue deportado a Alayor, donde fue profesor racionalista de la Escuela laica. En 1936 fue consejero de cultura del Consejo Regional de Defensa de Aragón. Al acabar la guerra civil española marchó a Francia y de allí a México, donde su padre consiguió trabajo como director del Colegio Cervantes en la ciudad de Jalapa, Estado de Veracruz.
Octavio Alberola estudió ingeniería civil y física teórica en la Universidad Nacional Autónoma de México (UNAM). Allí contactó con las Juventudes Libertarias y la CNT en el exilio. En 1956 colaboró con los exiliados cubanos en México del Movimiento 26 de Julio y del Directorio Revolucionario Estudiantil hasta la caída de la dictadura de Fulgencio Batista.

### Defensa Interior
A comienzos de 1962, la Comisión de Defensa del Movimiento Libertario Español constituyó el grupo Defensa Interior, en el que Alberola se integró como representante de las Federación Ibérica de Juventudes Libertarias (FIJL). Esto le obligó a abandonar México ya integrarse en el DI en clandestinidad en Francia y España.
DI decidió llevar a cabo "acciones de hostigamiento" contra el gobierno franquista para denunciar la represión y aportar solidaridad a los presos políticos. Coordinó un intento de asesinar a Francisco Franco en San Sebastián en el verano de 1962, pero fracasó por algunos problemas técnicos con el explosivo y porque Franco llegó más tarde de lo previsto. Esto provocó una nueva ola represiva del régimen franquista. Encargó al grupo de Antonio Martín Bellido y Paul Desnais en agosto de 1962 que pusiera un petardo en el Valle de los Caídos, que tuvo bastante repercusión mediática.
El 29 de julio de 1963 Bellido y Sergio Hernández atentaron contra la sede de la Dirección General de Seguridad, provocando veinte heridos, y contra los locales de la Delegación Nacional de Sindicatos en Madrid. Simultáneamente estaban preparando un nuevo atentado contra Franco en el trayecto entre el Palacio de El Pardo y el Palacio de Oriente, en el Puente de los Franceses, pero el día 31 fueron detenidos los militantes del DI y de las Juventudes Libertarias Francisco Granados Gata y Joaquín Delgado Martínez, con todo el material preparado para el atentado. Ambos fueron juzgados en consejo de guerra sumarísimo acusados del atentado de la DGS, condenados a muerte y ejecutados por el garrote vil el 17 de agosto de 1963.  Las sentencias provocaron un centenar de detenciones de militantes libertarios en toda España, lo que paralizó las acciones de DI y la dejaron inoperante.

### Los años posteriores
En febrero de 1968 fue detenido en Bélgica junto con su compañera, acusado por las autoridades franquistas de preparar el secuestro de un diplomático español ante la Comunidad Económica Europea. Fue liberado a los cinco meses. En 1971, entró clandestinamente en Francia, donde colaboró en el periódico Frente Libertario y con los Grupos de Acción Revolucionaria Internacionalista (GARI).
En mayo de 1974 fue detenido en Aviñón con otros 10 militantes anarquistas bajo la acusación de participar en el secuestro del director del Banco de Bilbao en París, Baltasar Suárez como protesta por la ejecución de Salvador Puig Antich. Después de nueve meses fue dejado en libertad provisional y asignado a residencia en París. Sin embargo, en 1981 fue juzgado en París por estos hechos, de los que finalmente fue absuelto.
Después de la muerte de Franco y de la escisión de la Confederación Nacional del Trabajo (CNT), ha colaborado en España con el sector ligado al sindicato CGT y en Francia con el Comité des Journées de Reflexion Anti-autoritario (COJRA). Entre 1980 y 2000 colaboró en Radio Libertaire con el programa Tribuna latino americana.
Participó en el Grupo por la revisión del proceso Granados Delgado con Antonio Martín Bellido que, desde 1998, exigió la anulación de las sentencias franquistas. También integró a los Grupos de Apoyo a los Libertarios y Sindicalistas Independientes en Cuba (GALSIC).

## En la cultura popular
- Documental dirigido por Gonzalo Mateos, En la brecha: Anarquistas contra Franco. Documental biográfico sobre la vida de Octavio Alberola.[7]
- Libro de Agustín Comotto, El Peso de las estrellas, vida del anarquista Octavio Alberola. (2019) Rayo Verde Editorial.[8]